# 油山镇 (信丰县)
油山镇，是中华人民共和国江西省赣州市信丰县下辖的一个乡镇级行政单位。

## 行政区划
油山镇下辖以下地区：
红米塅社区、红米塅村、坑口村、新水塘村、油山村、长安村、老屋下村、幸福村和兴隆村。